# Herschel Grynszpan

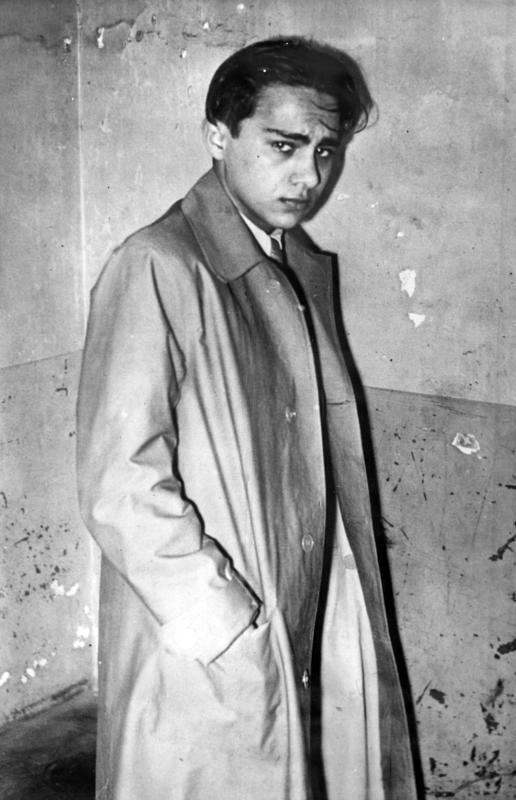
Herschel Grynszpan i fransk arrest.

Herschel Feibel Grynszpan, född 28 mars 1921 i Hannover, Tyskland, dödförklarad 1960, var en polsk jude som med sitt mord 1938 på en tysk ambassadtjänsteman gjordes till ett motiv för nazisterna att föröva Kristallnatten. 

## Biografi
Den 6 november 1938 fick Grynszpan, som hade utvandrat till Paris, ett vykort från sin far Zindel, som den 27 oktober hade deporterats till den polska gränsen, tillsammans med 17 000 andra tyska judar. Fadern beskriver de fruktansvärda förhållanden som de deporterade levde under. Grynszpan blev så upprörd av det han läste att han begav sig till den tyska ambassaden i Paris, där han sköt den första tyske tjänsteman han fick syn på, legationssekreteraren Ernst vom Rath. vom Rath avled av sina skador den 9 november 1938 och nyheten om hans död nådde Tyskland nästa dag. Adolf Hitler och Joseph Goebbels var vid detta tillfälle närvarande vid en stor parad med NSDAP, där man högtidlighöll femtonårsjubileet av Hitlers statskupp den 9 november 1923. Goebbels tog då tillfället i akt att hålla ett hatfullt tal mot judarna.   
Herschel Grynszpan togs tillfånga och sattes i franskt fängelse efter attentatet.  
I samband med Nazitysklands erövring av Frankrike 1940 ställdes Grynszpan inför rätta ännu en gång, dömdes senare till döden och hölls i flera år fängslad i koncentrationslägret Sachsenhausen. Grynszpans slutgiltiga öde är okänt, men på hans föräldrars begäran dödförklarades han 1960. År 2016 framkom ett fotografi som påstås visa Herschel Grynszpan i ett uppsamlingsläger i Tyskland 1946, vilket spädde på misstankar om att han (då 95 år gammal) skulle kunna vara vid livet. Fotografiet, eller hans möjliga avrättning – i likhet med andra fiender till regimen som dödades våren 1945, som Georg Elser, Dietrich Bonhoeffer, Carl Goerdeler, med flera – har dock aldrig kunnat verifieras.